# Wassyl Hryzak

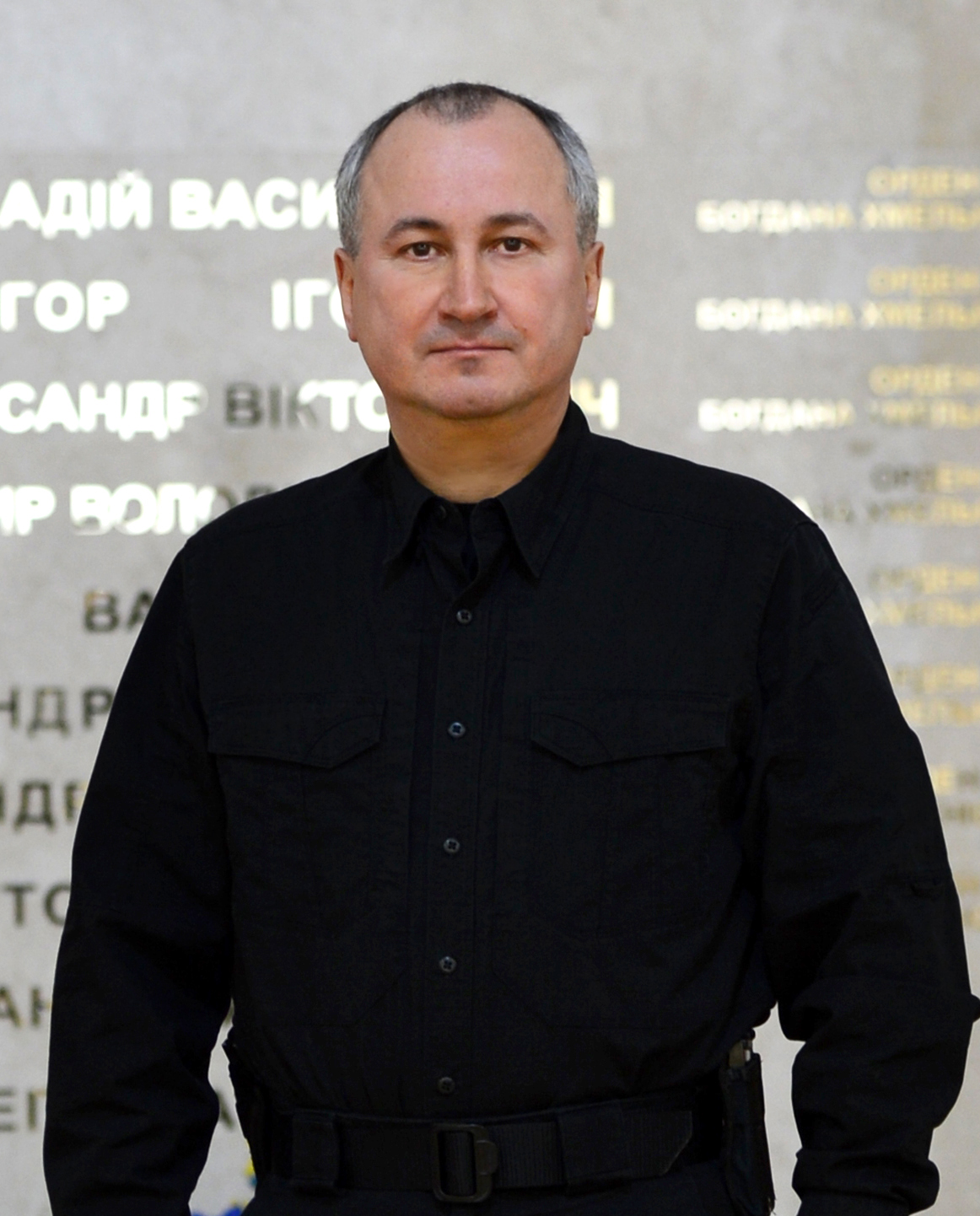
Wassyl Hryzak, 2017

Wassyl Serhijowytsch Hryzak (* 14. Januar 1967 in Buschtscha, Rajon Dubno, Ukrainische SSR) war zwischen 2015 und 2019 der Chef des Sluschba bespeky Ukrajiny (SBU), des Inlandsgeheimdienstes der Ukraine im Range eines Armeegeneral.

## Leben
Wassyl Hryzak studierte 1992 Geschichte am Staatlichen Pädagogischen Institut Lessja Ukrajinka in Luzk. Seit 1992 ist er Mitarbeiter der ukrainischen Sicherheitsbehörden. Am 11. Dezember 2009 wurde zum ersten stellvertretenden Leiter des SBU ernannt.
Nachdem Walentyn Nalywajtschenko am 18. Juni 2015 vom Präsidenten Petro Poroschenko entlassen wurde, wurde Wassyl Hryzak am selben Tag als dessen Stellvertreter zum kommissarischen Chef des SBU, und am 2. Juli 2015 wurde er von der Werchowna Rada mit 340 Abgeordnetenstimmen offiziell in diesem Amt bestätigt. Seit dem 10. Juli 2015 ist er, ebenfalls in Nachfolge von Walentyn Nalywajtschenko, Mitglied des Nationalen Sicherheits- und Verteidigungsrats der Ukraine.
Am 20. Mai 2019 kündigte der neue ukrainische Präsident Wolodymyr Selenskyj an, ihn als Geheimdienstchef entlassen zu wollen. Am 29. August 2019 wurde Iwan Bakanow sein Nachfolger als Vorsitzender des SBU.

## Ehrungen
- 2002: Verdienstorden der Ukraine 3. Klasse
- 2007: Verdienstorden der Ukraine 2. Klasse
- 2009: Verdienstorden der Ukraine 1. Klasse
- 2019: Held der Ukraine[6]